# Glacera de Tourtemagne
La glacera de Tourtemagne (en alemany Turtmanngletscher) és una glacera del cantó del Valais a Suïssa.
Amb una longitud de 5,1 km, la seva part superior fa 1,5 km d'amplada i cobreix una superfície aproximada de 7,5 km2. El seu punt de partida es troba al flanc nord-oest del Bishorn a una altitud de 4.150 m. Acaba a 2.200 m, on forma el Turtmänna que, al llarg de la vall de Turtmanntal, baixa per desembocar al Roine. La glacera alimenta el Turtmannsee.
A 3.256 m, al flanc occidental de la glacera cap a la Val d’Anniviers hi ha la cabana Tracuit, refugi de muntanya del Club Alpí Suís que serveix de punt de partida per a l’ascensió al Bishorn i del Weisshorn.
A diferència de la majoria de les glaceres suïsses, la glacera Tourtemagne es va expandir entre els anys 1980 i principis dels anys 2000. Des de llavors, però, s'ha retirat ràpidament. Des del 1850, el descens s'estima en 3,8 km i la seva superfície ha disminuït en 3,8 km2.